# Séneujols
Séneujols är en kommun i departementet Haute-Loire i regionen Auvergne-Rhône-Alpes i centrala Frankrike. Kommunen ligger i kantonen Cayres som tillhör arrondissementet Le Puy-en-Velay. År 2022 hade Séneujols 301 invånare.

## Befolkningsutveckling
Antalet invånare i kommunen Séneujols
| Referens: INSEE |